# Jordão (Recife)
Jordão é um bairro localizado na Zona Sul do Recife. Ele faz parte da 6ª Região Político-Administrativa do Recife, junto com mais 7 bairros. 

## História
O bairro surgiu por volta dos anos 1950. O nome do bairro é de origem hebraica e significa “Rio que desce”, por causa do Rio Jordão, que corre nos derredores.

## Bairros Limítrofes
- Ibura
- Boa Viagem
- Cohab

## Demografia
Os dados a seguir são referentes ao Censo de 2010.
- Área Territorial: 158 ha
- População Residente: 20.777 habitantes
- Densidade demográfica: 131,49 hab./ha